# Приятное Свидание
Прия́тное Свида́ние (укр. Приятне Свідання, крымскотат. Priyatnoe Svidaniye, Приятное Свидание) — село в Бахчисарайском районе Республики Крым, в составе Почтовского сельского поселения (согласно административно-территориальному делению Украины — Почтовского поссовета Автономной Республики Крым).

## Современное состояние
В Приятном Свидании 21 улица и 3 переулка, площадь, занимаемая селом, 20 гектаров, на которой в 180 дворах, по данным посовета на 2009 год, числилось 475 жителей, ранее было одним из отделений совхоза им. Чкалова. Приятное Свидание связано автобусным сообщением с Бахчисараем, Симферополем, Севастополем и Белогорском. В селе действует амбулатория, православная община Всех Святых в земле Российской просиявших.

## Население
| 2001 | 2014 |
| ---- | ---- |
| 428  | ↘426 |

Всеукраинская перепись 2001 года показала следующее распределение по носителям языка:
| Язык             | Число жит. | Процент |
| ---------------- | ---------- | ------- |
| русский          | 249        | 58,18   |
| крымскотатарский | 118        | 27,57   |
| украинский       | 52         | 12,15   |
| белорусский      | 2          | 0,47    |

### Динамика численности
| - 1915 год — 0 чел. - 1926 год — 37 чел. - 1939 год — 88 чел. - 1989 год — 276 чел. | - 2001 год — 428 чел. - 2009 год — 475 чел. - 2014 год — 426 чел. |

## География
Село Приятное Свидание расположено на крайнем северо-востоке района, в продольной долине между Внешней и Внутренней грядами Крымских гор, в 14 километрах от Симферополя по шоссе 35Р-001 (по украинской классификации — Н06 Симферополь — Севастополь), расстояние до Бахчисарая около 19 километров. Высота центра села над уровнем моря 229 м.
В селе находится железнодорожная платформа 1479 километр, через которую следуют электропоезда на Севастополь и Симферополь.

## История и топоним
По поводу названия села существует легенда, что в этом месте произошло свидание Екатерины II или с Потёмкиным, или с последним крымским ханом Шагин-Гиреем.
Её живучести способствует наличие в нескольких километрах южнее по дороге Симферополь-Севастополь Екатерининской мили — каменного столба, устанавливавшегося по пути следования императрицы во время её путешествия в Крым, но в «Полном Географическом описании нашего Отечества» 1910 года ни этот эпизод, ни само село не упоминаются.
Правильными считаются другие версии: о существовании на этом месте во время Крымской войны 1853—1856 годов трактира. В нём, якобы, встречались русские офицеры, едущие на фронт и с фронта что и дало название трактиру, а затем и возникшей на этом месте деревне, тем более, что трактир (ещё безымянный) впервые обозначен на карте 1842 года; по другой версии почтовой лороге, при армейской почтовой станции, располагался кабак, на входе которого висела надпись «Добро пожаловать», а на выходе «До приятного свидания» (это вообще был государственно установленный образец). Во время Крымской войны название, как Приятное Свидание, закрепилось среди среди въезжавших/выезжавших в Севастополь офицеров, попало в литературу и стало названием места. На верстовой карте 1890 года место уже обозначено, как «Приятное свидание». Остатки фундамента трактира ещё можно было видеть до 1980 года, в центре села. Рядом располагался фонтал для водопоя, ныне разрушен. В результате застройки обошли эту территорию и в центре села образовалась незастроенная территория. Тот же трактир упомянут в книге М. А. Бернова «Из Одессы пешком по Крыму: Письма русского пешехода» 1896 года. По Статистическому справочнику Таврической губернии. Ч.II-я. Статистический очерк, выпуск шестой Симферопольский уезд, 1915 год, в Тав-Бадракской волости Симферопольского уезда при деревне Кобази числился хутор Туманова А. А. Приятное Свидание без населения.
После установления в Крыму Советской власти, по постановлению Крымревкома от 8 января 1921 года была упразднена волостная система и село включили в состав вновь созданного Подгородне-Петровского района Симферопольского уезда, а в 1922 году уезды получили название округов. 11 октября 1923 года, согласно постановлению ВЦИК, в административное деление Крымской АССР были внесены изменения, в результате которых был ликвидирован Подгородне-Петровский район и образован Симферопольский и село включили в его состав. Согласно Списку населённых пунктов Крымской АССР по Всесоюзной переписи 17 декабря 1926 года, в селе Приятное Свидание Базарчикского сельсовета Симферопольского района, числилось 8 дворов, все крестьянские, население составляло 37 человек (19 мужчин и 18 женщин), все русские. Время переподчинения села Бахчисарайскому району пока точно не установлено, возможно, оно было произведено в свете реорганизации районов Крыма в 1930 году (известно, что это произошло до 1940 года). По данным всесоюзной переписи населения 1939 года в селе проживало 88 человек.
В 1944 году, после освобождения Крыма от фашистов, 12 августа 1944 года было принято постановление № ГОКО-6372с «О переселении колхозников в районы Крыма» по которому в район планировалось переселить 6000 колхозников и в сентябре 1944 года в район приехали первые новосёлы (2146 семей) из Орловской и Брянской областей РСФСР, а в начале 1950-х годов последовала вторая волна переселенцев из различных областей Украины. С 25 июня 1946 года Приятное Свидание в составе Крымской области РСФСР, а 26 апреля 1954 года Крымская область была передана из состава РСФСР в состав УССР. По данным переписи 1989 года в селе проживало 276 человек. С 12 февраля 1991 года село в восстановленной Крымской АССР, 26 февраля 1992 года переименованной в Автономную Республику Крым. С 21 марта 2014 года в составе Крыма аннексировано Россией.